# Beverley (Australië)
Beverley is een plaats in de regio Wheatbelt in West-Australië. Het is het administratieve centrum voor het lokale bestuursgebied Shire of Beverley en ligt 133 kilometer ten zuidoosten van Perth. Beverley telde 1.109 inwoners in 2021 tegenover 848 in 2006.

## Geschiedenis
De Ballardong Aborigines leefden reeds duizenden jaren langs de Avon die ze de Colguler noemden. De streek noemden ze Wergijan. De Ballardong waren jager-verzamelaars maar deden ook aan gecontroleerd afbranden in de vallei van de Avon.
Robert Dale was de eerste Europeaan die de streek verkende in 1829. Hij leidde drie expedities naar de vallei van de Avon. Tijdens de laatste expeditie in 1830 werd hij vergezeld door James Stirling. De ontdekking van de vruchtbare vallei zorgde voor grote opluchting in de problematische kolonie aan de rivier de Swan. De streek werd vrij gegeven voor landbouw en gouverneur Stirling liet drie dorpen opmeten nabij permanente waterpoelen: Northam, York en Beverley. De eerste die grond opnam in het district Beverley was koloniaal chirurg Dr. Charles Simmons. Er wordt aangenomen dat Simmons verantwoordelijk was voor de naam Beverley omdat hij uit Beverley in Yorkshire afkomstig was. Beverley werd officieel gesticht in 1838 maar het zou nog drie decennia duren alvorens de eerste gebouwen en wegen er verschenen.
In 1859 kreeg Beverley een eerste postkantoor en in 1861 een eerste politiekantoor. Het district bestond uit graan- en schapenboerderijen en groeide maar traag. In 1871 werd de eerste Beverley Road Board verkozen. In 1872 ging Beverley's eerste café open. In 1877 bereikte de telegraaflijn het plaatsje. Het bevolkingsaantal bedroeg in 1881 slechts zessenvijftig mensen. De publieke  spoorweg van Fremantle bereikte Beverley in 1886. De private spoorweg van Beverly naar Albany ging open in 1889. De jaren 1890 waren een periode van hoogconjunctuur in West-Australië na de vondst van goud. Beverley kreeg een gerechtsgebouw in 1897, ontworpen door George Temple-Poole. 1897 kocht de overheid de private spoorweg op. Beverley bleef groeien, kreeg scholen, kerken en winkels. Tussen 1917 en 1927 bloeide de landbouw.
In de jaren 1930 werd een startbaan aangelegd om een lokaal gebouwd vliegtuig, de "The Silver Centenary", te laten opstijgen. In 1940 werd de startbaan een luchthaventje in het kader van de Tweede Wereldoorlog. Na de crisis van de jaren 30 en de Tweede Wereldoorlog begon de bevolkingsgroei te verminderen. Landbouwmachines verminderden de nood aan arbeiders. Landbouwbedrijven werden groter om de concurrentie aan te kunnen. In 1961 werd het Beverley Road district de Shire of Beverley. Het vervoer per trein verloor de concurrentie tegen het transport over de weg. In 1978 deed de laatste passagierstrein Beverley aan.

## Toerisme
- In de hoofdstraat staan een aantal oude gebouwen waaronder het art deco dorpshuis en het art deco Beverley Hotel.[6]
- Het oude spoorwegstation werd door de bevolking gerenoveerd en is een galerij voor de plaatselijke kunstenaars.[6]
- In het oudste gebouw van Beverley is een streekmuseum, het Dead Finish Museum, ondergebracht.[7]
- In de Cornerstone Building wordt de luchtvaartgeschiedenis van Beverley in beeld gebracht. In het gebouw huist ook het VVV-kantoor.[7]
- Het Avondale Machinery Museum is ondergebracht in een hofstede uit de jaren 1850.[7]
- Tussen augustus en oktober kan men in de Brooking Street Reserve en de Poison Hill Reserve wilde bloemen bekijken.[8]

## Klimaat
Beverley kent een mediterraan klimaat met koele vochtige winters en droge hete zomers.
| Maand                                  | jan  | feb  | mrt  | apr  | mei  | jun  | jul  | aug  | sep  | okt  | nov  | dec  | Jaar  |
| -------------------------------------- | ---- | ---- | ---- | ---- | ---- | ---- | ---- | ---- | ---- | ---- | ---- | ---- | ----- |
| Gemiddeld maximum (°C)                 | 34,3 | 33,6 | 30,8 | 26,2 | 21,4 | 18,0 | 16,9 | 17,8 | 20,3 | 24,5 | 28,7 | 32,2 | 25,4  |
| Gemiddeld minimum (°C)                 | 16,3 | 16,7 | 14,7 | 11,3 | 7,9  | 5,9  | 5,1  | 5,1  | 5,8  | 8,0  | 11,6 | 14,4 | 10,2  |
|                                        |      |      |      |      |      |      |      |      |      |      |      |      |       |
| Neerslag (mm)                          | 13,0 | 14,1 | 16,6 | 23,3 | 53,2 | 76,8 | 77,2 | 58,8 | 36,1 | 23,4 | 14,9 | 10,5 | 417,9 |
| Regendagen (dag)                       | 1,2  | 1,4  | 1,8  | 3,1  | 6,0  | 8,3  | 9,2  | 7,9  | 5,6  | 3,8  | 2,2  | 1,4  | 51,9  |
| Relatieve luchtvochtigheid (%)         | 29   | 30   | 34   | 42   | 52   | 61   | 63   | 59   | 52   | 39   | 31   | 28   | 43,4  |
| Bron: Australian Bureau of Meteorology |      |      |      |      |      |      |      |      |      |      |      |      |       |